# Skattunge kyrka
Skattunge kyrka är en kyrkobyggnad som tillhör Orsa församling i Västerås stift. Kyrkan ligger i Skattungbyn på nordsluttningen ned mot Ore älv.

## Kyrkobyggnaden
Tidigare kyrka på platsen var ett träkapell uppfört på 1600-talet. Kapellet var elva meter långt och åtta meter brett. På 1800-talet var kapellet så förfallet att man lät uppföra en ny kyrka. Vid bygget av nuvarande stenkyrka fick kapellet fungera som byggnadsställning. 1839 var kyrkan färdigställd och kapellet revs. Bygget av kyrkan möjliggjordes tack vare gåvor och dagsverken från församlingsbor. Kyrkobyggnadens yttermått blev 33 meter x 14 meter och med en tornhöjd på 22 meter. Under årens lopp har flera reparationer genomförts. Den mest genomgripande restaureringen ägde rum 1961 - 1962 då ytterväggarna fick ny puts och tornet återställdes till ursprungligt skick. Nya kyrkbänkar sattes in och försågs med dörrar i samma stil som bänkarna från 1840-talet. Gamla altarbordet som ställdes undan på 1920-talet kom åter till heders. Kyrkan kallades fortfarande för kapell in på 1890-talet i lokala tidningar.

## Inventarier
- Predikstolen är tillverkad 1696 av Matz Snickare och sattes åter upp vid restaureringen 1961 - 1962.
- 1755 skänktes två altarskåp från Orsa kyrka. Två år senare sattes de upp på östra korväggen ovanpå varandra. Skåpen är Mariaskåp från katolska tiden. Det större skåpet tillverkades i Ostpreussen på 1400-talet. Det mindre skåpet från 1360 förvaras numera i sakristian.
- Kyrksilvret köptes in 1841.
- I tornet hänger två klockor. Storklockan är från 1664 och lillklockan från 1759.

## Orglar
- 1896-97 byggde Anders Victor Lundahl, Stockholm, en rörpneumatisk orgel på 6 stämmor med 1 manual och 1 bi-hangspedal. Utrustad med 4 koppel. Orgeln blev invigd söndagen 10 januari 1897. Den fick mycket beröm för sin lätta spelbarhet och finesser samt den speciella intonationen av stämmorna, en Lundahl-specialitet, som passade till kyrkans akustiska rum. Stämmor: Principal 8 fot, Salisional 8 fot, Octava 4 fot, Borduna 16 fot, rörflöjt 8 fot samt Flûte harmonique 8 fot. Tack vare sitt pneumatiska system med mässingsrör som luften pressades igenom via tangentnertrycken, så tog också orgelverket liten plats. Orgeln både avsynades dagen innan som invigningsspelades av musikdirektör Johan Ulrik Cederberg från Falun.[1]
- 1963 fick kyrkan sin tredje orgel. Den är byggd av Lindegren Orgelbyggeri AB i Göteborg och har 14 stämmor.

| Man I. Huvudverk C-g3 | Man II. Svällverk C-g3 | Pedal C-f1    | Koppel |
| --------------------- | ---------------------- | ------------- | ------ |
| Gedackt 8'            | Rörflöjt 8'            | Subbas 16'    | II/I   |
| Principal 4'          | Spetsgamba 8'          | Borduna 8'    | II/P   |
| Täckflöjt 4'          | Hålflöjt 4'            | Piffaro 2 kor | I/P    |
| Waldflöjt 2'          | Principal 2'           |               |        |
| Mixtur III            | Larigot 1 1/3'         |               |        |
|                       | Skalmeja 8'            |               |        |
|                       | Tremulant              |               |        |

### Webbkällor
- Orsa församling